# سكيتلز (حلويات)

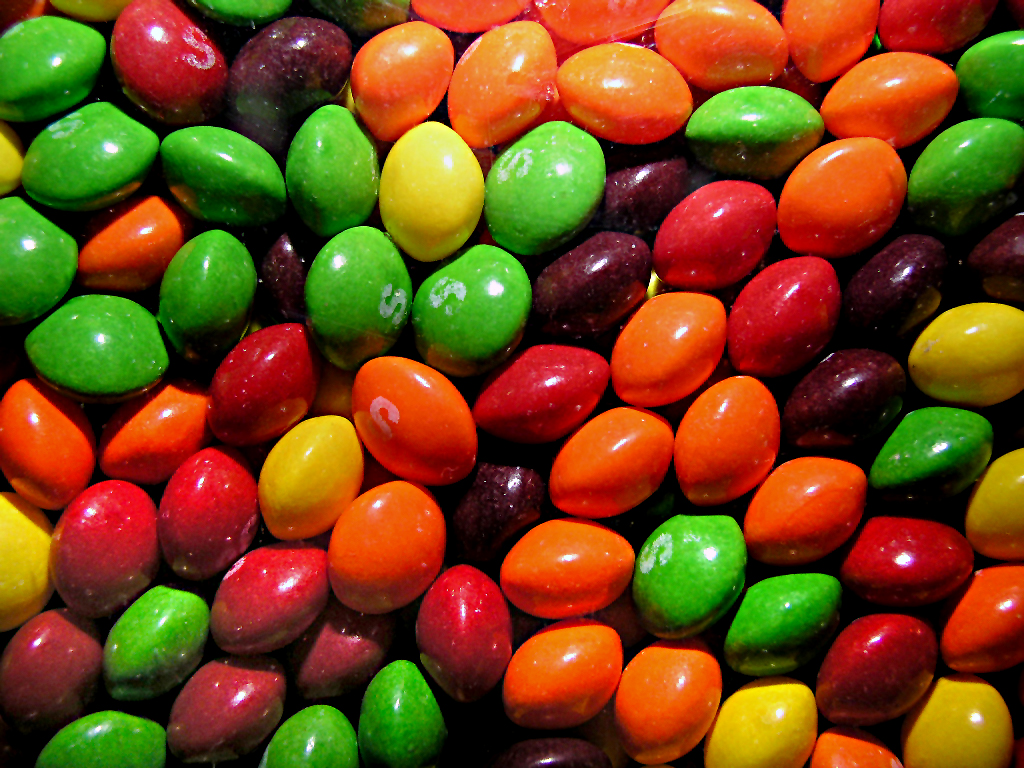
حلوى سكيتلز.

سكيتلز (بالإنجليزية: Skittles)‏ هي ماركة حلويات تكون علي حبيبات ذات نكهات مختلفة، تنتجها وتسوقها حاليا شركة ريغلي، وهي فرع من شركة مارس المتحدة.
تتكون السكيتلز من قشور سكر صلبة مطبوع عليها الحرف "S"، على غرار M & M التي تحمل الحرف "M". يتكون الجزء الداخلي بشكل أساسي من السكر وشراب الذرة وزيت نواة النخيل المهدرج إلى جانب عصير الفاكهة وحمض الستريك والنكهات الطبيعية والاصطناعية. تُباع السكيتلز على شكل مجموعة متنوعة من مجموعات النكهات، مثل Tropical و Wild Berry و Brightside و Dessert و Sweet Heat و Smoothie و Sour.

## التاريخ ونظرة عامة
صنعت السكيتلز لأول مرة تجاريًا في عام 1974 من قبل شركة بريطانية. إعلان تلفزيوني متحرك من ذلك العام يحمل شعار شركة «غالاكسي» ويحمل حقوق الطبع والنشر لشركة Jack Candies Ltd، وهي شركة توزيع تابعة لشركة مارس. تم تقديمها لأول مرة في أمريكا الشمالية في عام 1979 كحلويات مستوردة. في عام 1982، بدأ الإنتاج المحلي من السكيتلز في الولايات المتحدة.
يأتي اسم الحلوى، سكيتلز، من اللعبة الرياضية التي تحمل الاسم نفسه، والتي سميت على هذا النحو لتشابه الحلوى مع العناصر المستخدمة في اللعبة.
تم إنشاء موضوع السكيتلز «تذوق قوس قزح» بواسطة وكالة الإعلانات في نيويورك D'Arcy Masius Benton & Bowles.
في 2 مارس 2009، أطلقت السكيتلز حملة تسويقية على شبكة الإنترنت حيث أصبح الموقع الرسمي تراكبًا صغيرًا مع خيارات لعرض مواقع التواصل الاجتماعي المختلفة في المنطقة الرئيسية، بما في ذلك قناتها الرسمية على اليوتيوب، وملف تعريف الفيسبوك، وحساب تويتر. نوقشت هذه الخطوة من قبل الأشخاص المهتمين بوسائل التواصل الاجتماعي.
في عام 2009، توقف منتجو السكيتلز عن استخدام الجيلاتين المشتق من الحيوانات، مما يجعلها مناسبة للنباتيين والخضريين وبعض الجماعات الدينية.
شاركت السكيتلز في حادثين سياسيين في 2010s. في أعقاب مقتل تريفون مارتن، استخدم المتظاهرون السكيتلز، التي ورد أن مارتن كان يحملها مع عصير البطيخ من شركة اريزونا، كرمز خلال المسيرات. على الرغم من انتقاد بيان تعازي شركة Mars الموجز من قبل بعض المنافذ، مثل Adweek، لكونه شديد الهدوء، كان رد Mars في عام 2016 على صورة ماكرو تعتمد على السكيتلز (والتي نشرتها حملة دونالد ترامب الرئاسية كتشبيه للهجرة). أشاد بلباقة ومباشرة. قالت MWWPR إن استجابات مارس يمكن أن تؤثر على أفضل ممارسات العلاقات العامة.
في عام 2016، واجهت السكيتلز جدلًا حول تغيير لون الحلوى مؤقتًا من مظهر قوس قزح المميز إلى اللون الأبيض لدعم شهر الفخر وحقوق LGBT. أنتجت شركة Wrigley، وهي طرف تمثيلي منفصل لعلامة السكيتلز التجارية، كميات كبيرة من الحلوى عديمة اللون. تم أيضًا تغيير عبوات السكيتلز ذات طابع قوس قزح مؤقتًا لتكمل الحلويات اللونية في الداخل.